# Manlio Pastore Stocchi
Manlio Pastore Stocchi (Venezia, 16 novembre 1935 – Padova, 6 giugno 2021) è stato un critico letterario e filologo italiano.

## Biografia
Dopo aver insegnato Filologia medievale e umanistica presso l'ateneo patavino, ottenne nel 1983 la cattedra di Letteratura italiana nella medesima università.
Con una particolare attenzione alla storia della cultura veneta, Pastore Stocchi si occupò dei maggiori autori della letteratura italiana. 
Curò edizioni di opere di Dante, Petrarca, Boccaccio, Poliziano, Goldoni, Angela Veronese e molti altri.
Membro di numerose accademie, dal 2009 fu vice presidente dell'Istituto Veneto di Scienze, Lettere ed Arti.
Nel 1997 fu insignito del premio per la Filologia e la Linguistica dall'Accademia dei Lincei. Dei Lincei divenne poi accademico nel 2005.
Nel settore editoriale fu co-direttore delle riviste culturali Rivista di studi danteschi, Studi sul Boccaccio, Italia Medievale e Umanistica, Filologia e critica.

## Pubblicazioni
- Sull'utilità attuale dei commenti umanistici ai classici, in Intorno al testo. Tipologie del corredo esegetico e soluzioni editoriali. Atti del Convegno di Urbino 1-3 ottobre 2001, Roma, Salerno, 2003, pp. 173-194
- (a cura di M. P. S. e Antonio Lepschy) Il futuro. Previsione, pronostico e profezia, Venezia, Istituto Veneto di scienze, lettere ed arti, 2005
- Forme e figure. Retorica e poetica dal Cinquecento all'Ottocento, Firenze, Cesati, 2008
- Memoria del paterno governo. Sentimento civile e inflessioni della letteratura nel tramonto della Serenissima Repubblica, Venezia, Marsilio, 2009
- Il lume d'esta stella. Ricerche dantesche, Roma, Salerno, 2013
- Pagine di storia dell'Umanesimo italiano, Milano, Franco Angeli, 2014